# Erice
Erice è un comune italiano di 25 695 abitanti del libero consorzio comunale di Trapani in Sicilia.
Dal 1167 al 1934 ebbe il nome di Monte San Giuliano. Nel centro cittadino, posto sulla vetta dell'omonimo monte, è residente solo un'esigua percentuale di abitanti, mentre la maggior parte della popolazione si concentra a valle, nell'abitato di Casa Santa, contiguo alla città di Trapani.
Il nome di Erice deriva da Eryx, un personaggio mitologico, figlio di Afrodite e di Bute, ucciso da Eracle.

## Geografia fisica

### Territorio
(Gabriele D'Annunzio, dalla poesia La notte di Caprera)
Il territorio di Monte San Giuliano, oggi denominato Agro ericino, comprendeva oltre al territorio dell'attuale comune, anche quelli di Valderice, Custonaci, San Vito Lo Capo, Buseto Palizzolo e parte di quello di Castellammare del Golfo.
L'imperatore Federico II, con un privilegio del 1241, aveva concesso agli ericini il possesso di questo vasto territorio che comprendeva al suo interno numerose località, chiamate casali: casale Curtii, casale Scupelli, casale Fraginisi, casale Rachalgimir, casale Sanctæ Yrini, casale Rachalhab, casale Handiluhiara, casale Bumbuluni, casale Murfi, casale Busit, casale Arcudacii, casale Ynnichi, casale Hurri, casale Rachalculei, con tutti i loro tenimenti e le loro pertinenze. Questo territorio, sul quale l'universitas esercitava la sua giurisdizione, era diviso in feudi e contrade: la sua estensione era, fino al 1846 di circa 40000 ettari, il suo litorale si prolungava per 26 miglia dalla spiaggia di Castellammare del Golfo a quella di San Giuliano e al suo interno erano comprese tre baronie. La prima era quella di Baida, che confinava a settentrione con la spiaggia e il cui barone godeva il mero e misto impero; l’altra era quella di Inici, della quale erano feudatari i Sanclemente; l’ultima era quella di Arcodaci, proprietà della famiglia Monroy. All'universitas spettavano il feudo Ralibesi, il cui nome - come quello di molte altre contrade della regione - è di origine islamica, il feudo Xambola, il feudo Lacci, il feudo Punta, così chiamato per una punta di terra che si estende verso il mare chiamata capo san Vito, il feudo di Castelluzzo, che prese il nome da un castello che si trovava in questa località, e il feudo Sanguigno. Il 24 gennaio 1846 parte di questo territorio veniva sottratto all’universitas di Monte San Giuliano e attribuito a Castellammare del Golfo.
Dal suo territorio, se ne distaccarono tra il 1948 e il 1955 ampie porzioni che costituirono i comuni di Valderice, Custonaci, San Vito Lo Capo e Buseto Palizzolo.
Cuore del comune è il capoluogo che sorge sull'omonimo "monte". Diverse le frazioni che completano il territorio, alle falde della montagna madre (Casa Santa, Pizzolungo, Roccaforte, Rigaletta, Tangi, Ballata, Napola, ecc.).

## Storia

### Origini

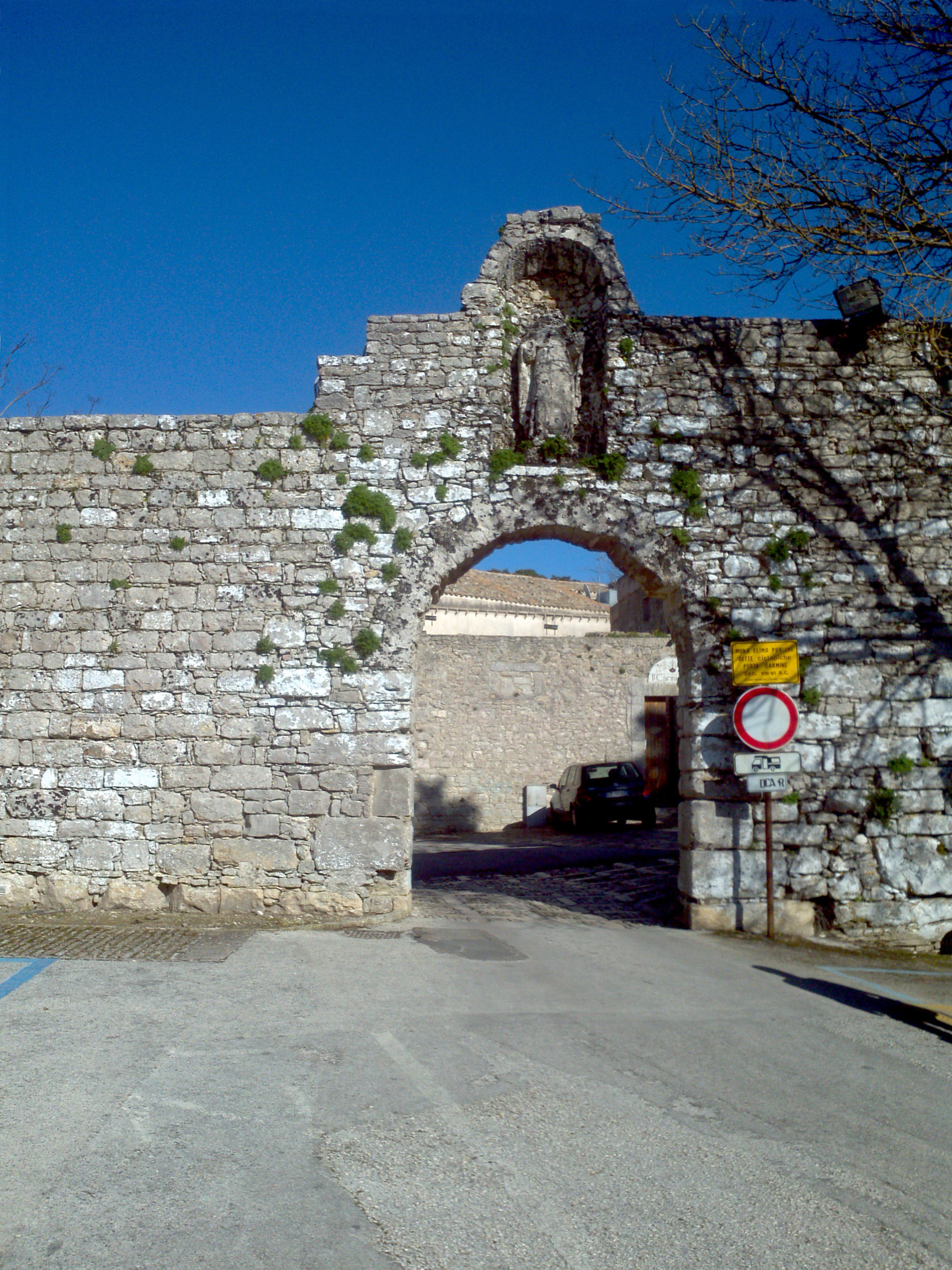
Porta Carmine, mura ciclopiche

Secondo Tucidide Erice (Eryx, Ἔρυξ in greco antico) fu fondata dagli esuli troiani, che fuggendo nel Mar Mediterraneo avrebbero trovato il posto ideale per insediarvisi; sempre secondo Tucidide, i Troiani unitisi alla popolazione autoctona avrebbero poi dato vita al popolo degli Elimi. Fu contesa dai Siracusani e Cartaginesi sino alla conquista da parte dei Romani nel 241 a.C. (Battaglia delle Egadi - 10 Marzo del 241 a.C.)
Virgilio la cita nell'Eneide,Enea tocca due volte la costa siciliana proprio sotto Erice, a Trapani: la prima per la morte del padre Anchise, un anno dopo per i giochi in suo onore ("... hinc Drepani (Trapani) me portus et inlaetabilis ora accipit, ... " Eneide 3° libro). Virgilio nel canto V racconta che in un'epoca ancora più remota vi campeggia Ercole stesso nella famosa lotta col gigante Erix o Eryx, precisamente nel luogo dove poi si sfidarono al cesto il giovane e presuntuoso Darete e l'anziano Entello.
In antico, insieme a Segesta, che parrebbe di fondazione coeva, era la città più importante degli Elimi, in particolare era il centro in cui si celebravano i riti religiosi.
Durante la prima guerra punica, il generale cartaginese Amilcare Barca ne dispose la fortificazione, e da Erice e da Drepanum (Trapani, dove fece erigere il famoso Castello della Colombaia) difese anche Lilibeo. Amilcare Barca con la sua flotta vinse la prima importante battaglia navale tra Roma e Cartagine, la Battaglia di Trapani appunto svoltasi nel 249 a.C.,  grazie ad una mossa imprudente della flotta romana indotta dal Generale romano Publio Claudio Pulcro. 
La flotta romana vinse poi la seconda battaglia bavale e la prima Guerra Punica con la Battaglia delle Egadi, correva l'anno 241 a.C.
Per i Romani fu un centro di rilievo, dove veneravano la "Venere Ericina", la prima dea della mitologia romana a somiglianza della greca Afrodite. Diodoro Siculo narra l'arrivo di Liparo, figlio di Ausonio, alle Isole Eolie (V, 6,7), aggiungendo che i Sicani «abitavano le alte vette dei monti e adoravano Venere Ericina».
Scarse, o quasi nulle, sono le notizie della città e del santuario nel periodo bizantino, restando comunque economicamente attiva.

### Dagli arabi agli spagnoli
Denominata Gebel-Hamed durante l'occupazione araba (dall'831 fino alla conquista normanna dell'Isola), la montagna non fu probabilmente nemmeno abitata in questo periodo. Ripopolata la nuova cittadella col nome di Monte San Giuliano, così ribattezzata dai Normanni nel XII secolo, acquista prestigio anche con la costruzione di nuovi edifici civili e religiosi, divenendo una della maggiori città demaniali del Regno, grazie anche alle concessioni ottenute sulla base di un falso documento, a firma di Federico II, utilizzato dai suoi abitanti come attestato di legittimità per l'occupazione del vasto territorio che si estendeva dal Monte Erice fino ai confini di Trapani, e verso oriente sino a San Vito Lo Capo e alla confinante città di Castellammare del Golfo.
Erice deve la sua rinascita alla Guerra del Vespro, divenendo di fatto la rocca da cui scaturivano le azioni belliche di Federico d'Aragona, re di Sicilia fino al 1337. Sant'Alberto, che predicò l'azione contro gli Angioini, discendeva dagli Abbati, una delle maggiori famiglie della città.
Nel periodo della dominazione spagnola sono da ricordare alcuni tumulti popolari assai feroci: nel 1516, in occasione della morte di Ferdinando il Cattolico, scoppiò una rivolta che venne repressa con durezza dal barone di Castellammare; nel 1544, quando giunse ad Erice Giuseppe Sanclemente, barone di Inici, per passare in rassegna le milizie della città, scoppiò un tumulto e si dovettero incarcerare i cittadini più sediziosi; nel 1624, anno in cui la città fu colpita dalla peste, un'ampia fascia della popolazione si sollevò contro il capitano d'armi di allora, il barone Nicolò Morso, il quale si era alienate le simpatie della popolazione con la sua politica autoritaria. In quest'epoca il governo di Madrid procedette due volte - nel 1555 e nel 1645 - alla vendita della città con il suo territorio, ma in entrambe le occasioni i cittadini riuscirono a riscattarsi.
La vita monastica, con numerosi monasteri fondati e dotati da cospicue famiglie locali, caratterizza la vita cittadina. A partire dal XVI secolo si svolge la rappresentazione del misteri in occasione del Venerdì Santo, contemporanea a quella trapanese.

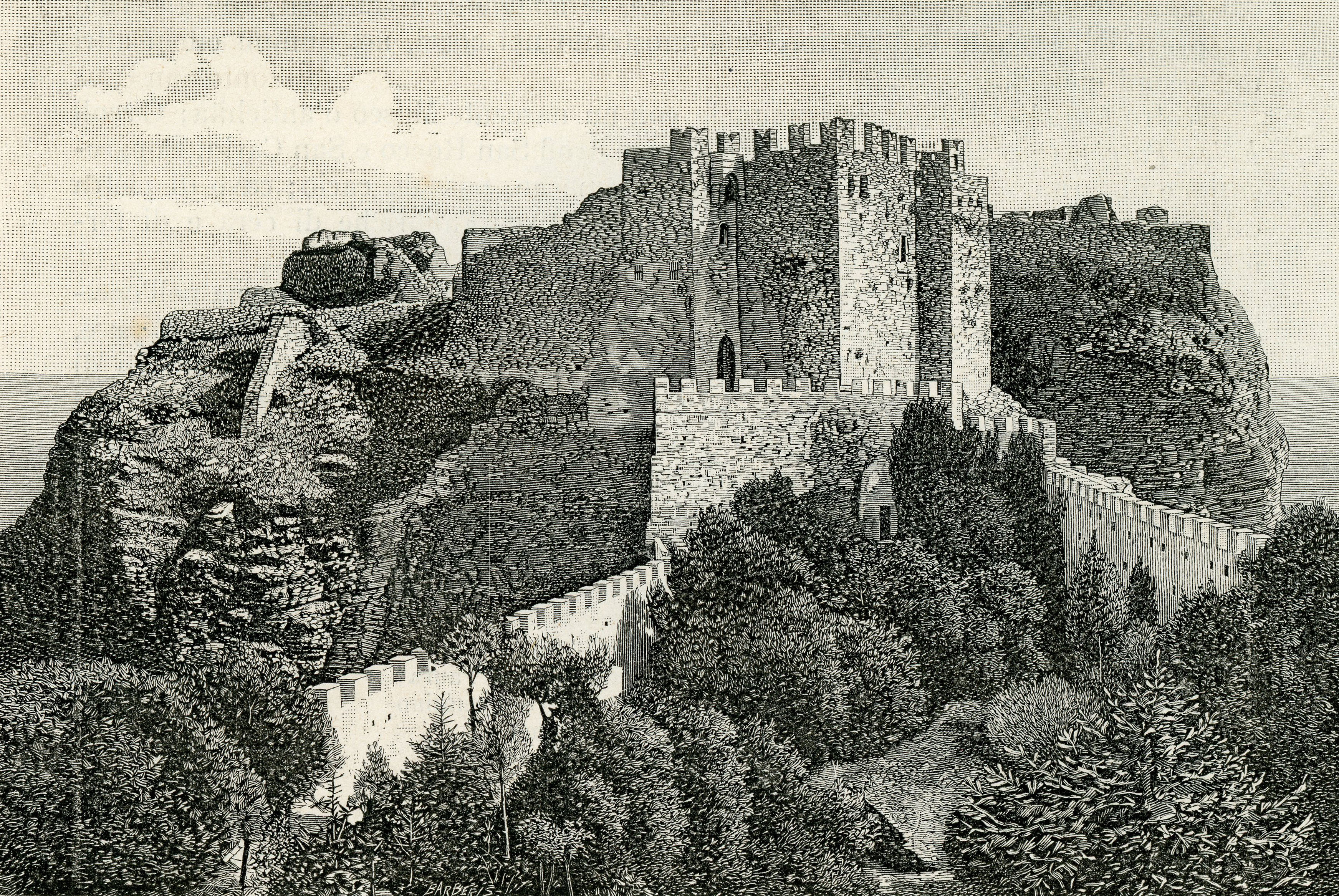
Castello di Venere (xilografia di Barberis, 1892)

La ricchezza delle famiglie che qui vivono sino alla riforma borbonica di Tommaso Natale che - di fatto - scardina il sistema su cui si era retta sino ad allora l'economia delle città demaniali, è testimoniata dai palazzetti e case signorili che si affacciano, numerosi, sulle strade della città. Le circa cento famiglie che nei 700 anni di vita della città hanno partecipato alla conduzione del potere (capitani, giurati, magistrati) hanno lasciato testimonianza della loro vitalità. La ristrutturazione ottocentesca della piazza centrale che era detta della Loggia, dedicata successivamente ad Umberto I, per tornare al suo nome originario nel 2012, ha fatto perdere la lapide che recitava con orgoglio lo sforzo economico che i liberi cittadini di Erice avevano nel Seicento pagato al re per non essere infeudati da nessuno. La città tende comunque a conservare gelosamente il fascino di una cittadina medievale.

### Dal Novecento ai giorni nostri
Nel 1934 Monte San Giuliano riprende il nome di "Erice". Nel dopoguerra perde parte del suo territorio dell'agro ericino, con la costituzione di diversi comuni autonomi.
Dal 1957 si organizza ogni anno, nel periodo primaverile, una gara automobilistica di cronoscalata, denominata "Gara in salita di velocità Monte Erice", per la quale esistono anche un campionato italiano e un campionato europeo.
Sui tornanti che partono da Valderice e raggiungono la vetta dell'omonimo monte, sfrecciano a tutta velocità vetture moderne, storiche, prototipi da competizione e vetture formula, circondati da sportivi e appassionati e, naturalmente, da uno sfondo mozzafiato.
Dal 1963 è sede del Centro di cultura scientifica Ettore Majorana, istituito per iniziativa del professor Antonino Zichichi, che richiama gli studiosi più qualificati del mondo per la trattazione scientifica di problemi che interessano diversi settori: dalla medicina al diritto, dalla storia all'astronomia, dalla filologia alla chimica. Per questo alla cittadina è stato attribuito l'appellativo "città della scienza".
Dal 1972 l'ex convento di s. Carlo fu sede della Associazione Artistica Culturale La Salerniana, fondata dal poeta Giacomo Tranchida, che conservava opere di Carla Accardi, Gianni Asdrubali, Pietro Consagra, Antonio Sanfilippo, Emilio Tadini tra gli altri, e dove furono organizzate mostre d'arte contemporanea curate da critici di rilievo come Palma Bucarelli, Achille Bonito Oliva, Luciano Caramel e Giulio Carlo Argan.

## Monumenti e luoghi d'interesse

### Architetture civili e militari

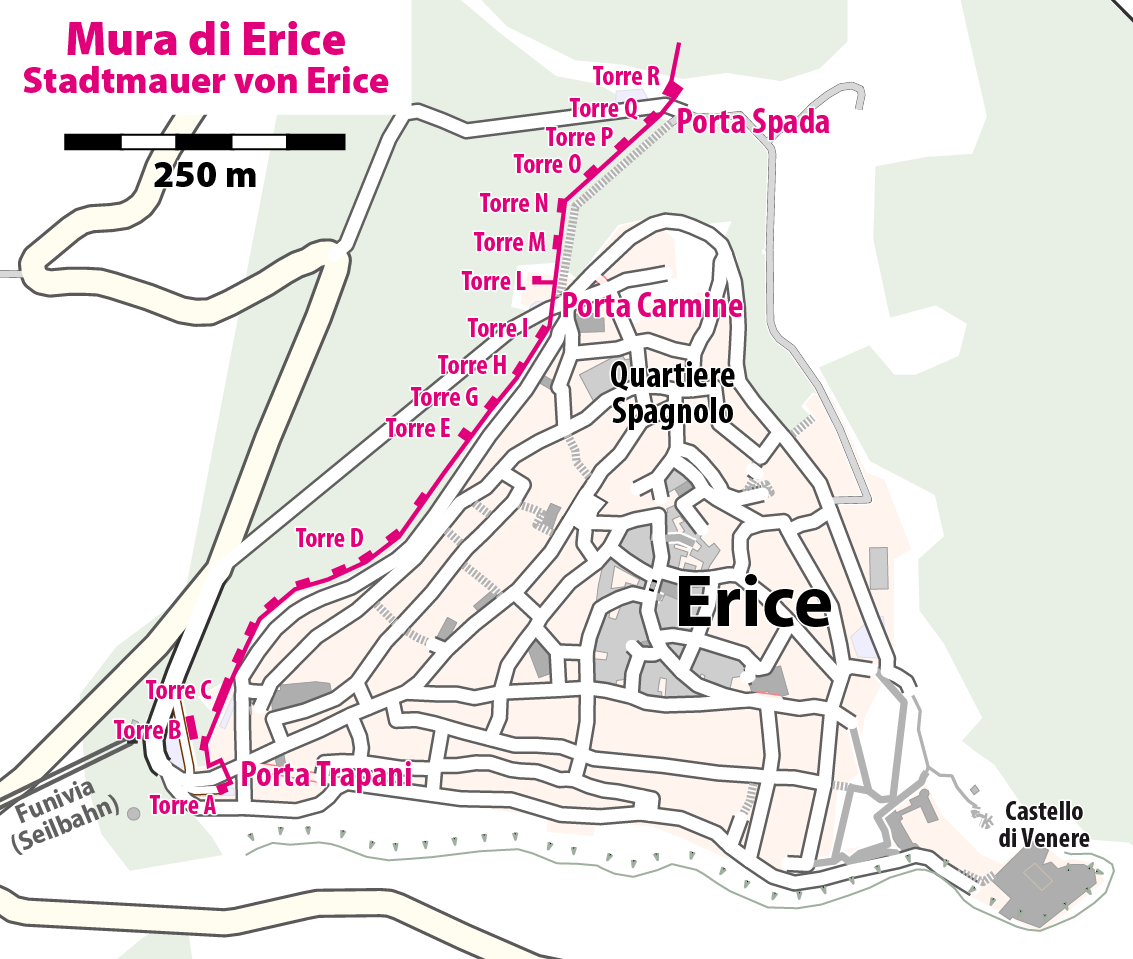
Mappa delle mura di Erice

- Mura ciclopiche del periodo elimo-fenicio-punico - VIII/VII secolo a.C.
- "Castello di Venere" - Castello normanno del XII/XIII sec. sui resti del tempio romano di Venere Ericina
- Castello e torri del Balio
- Torretta Pepoli  (XIX sec.)
- Giardino del Balio
- Quartiere spagnolo
- Museo comunale "Antonio Cordici"
- Biblioteca comunale "Vito Carvini"

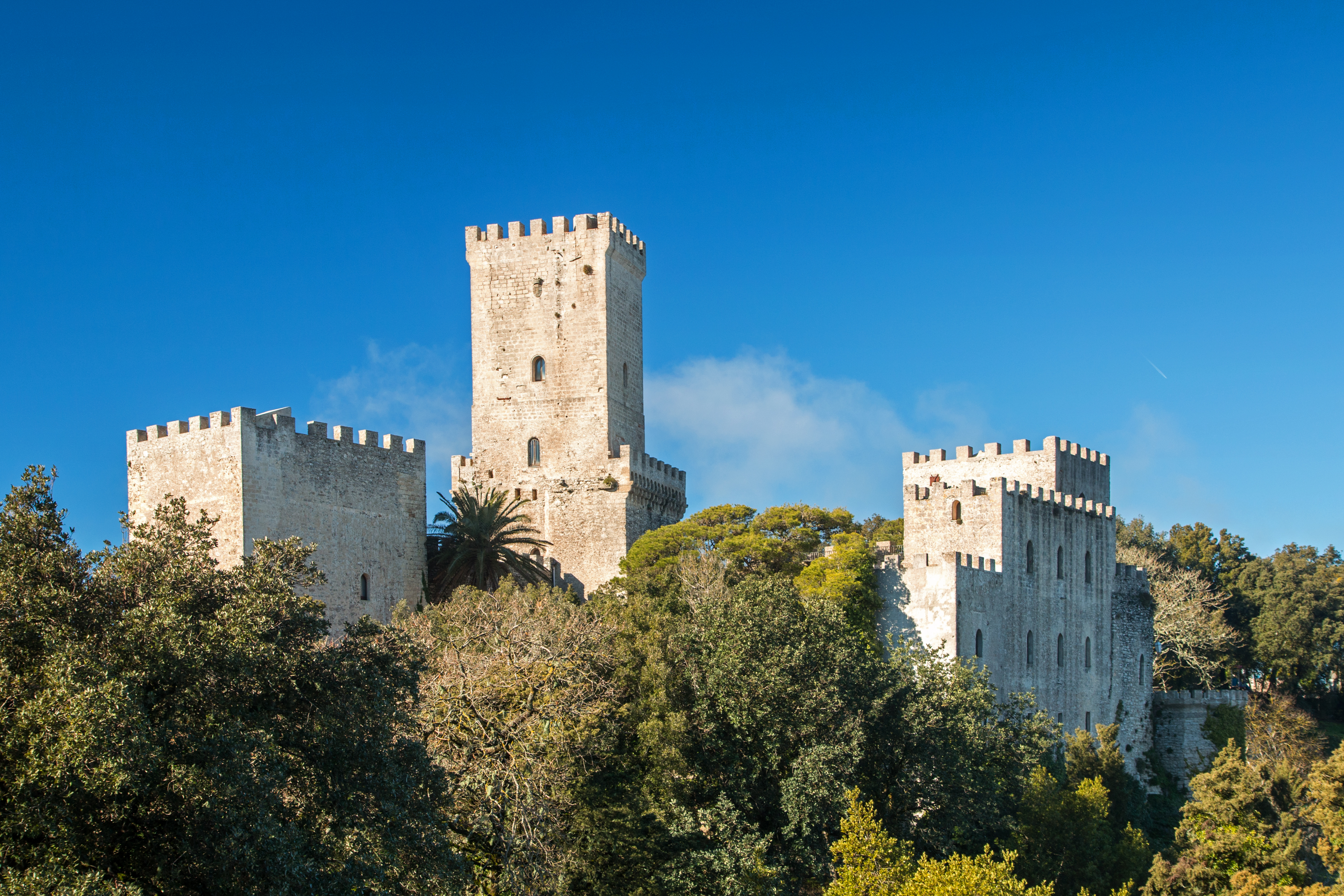
Le torri del castello del Balio

- Porta Carmine
- Porta Trapani

### Palazzi storici
- Palazzo Sales, XVIII secolo, Via Vito Carvini
- Palazzo Burgarella, del XVIII secolo, in via San Francesco. Dal 1900 passó agli eredi Vultaggio Stabile
- Palazzo La Porta, XVIII secolo, in via Vittorio Emanuele II
- Palazzo Platamone, XIV-XIX secolo, in via Vittorio Emanuele II
- Palazzo Coppola, XIX secolo, in via Vittorio Emanuele II
- Palazzo Chiaramonte (poi convento di San Domenico), XIV secolo, in via Vittorio Emanuele II
- Palazzo Ventimiglia (poi convento di San Francesco), XIV secolo, in via San Francesco
- Palazzo Majorana, XVIII-XIX secolo, in piazza San Domenico
- Palazzo municipale (ex Palazzo Giuratorio), Piazza Umberto I, (sede Museo “Antonio Cordici”)

### Bagli
Nel territorio comunale vi sono alcuni bagli:
- Baglio San Matteo (museo agro-forestale);
- Baglio Adragna, XIX secolo[7];
- Case Giliberti, XIX secolo[7].

### Architetture religiose

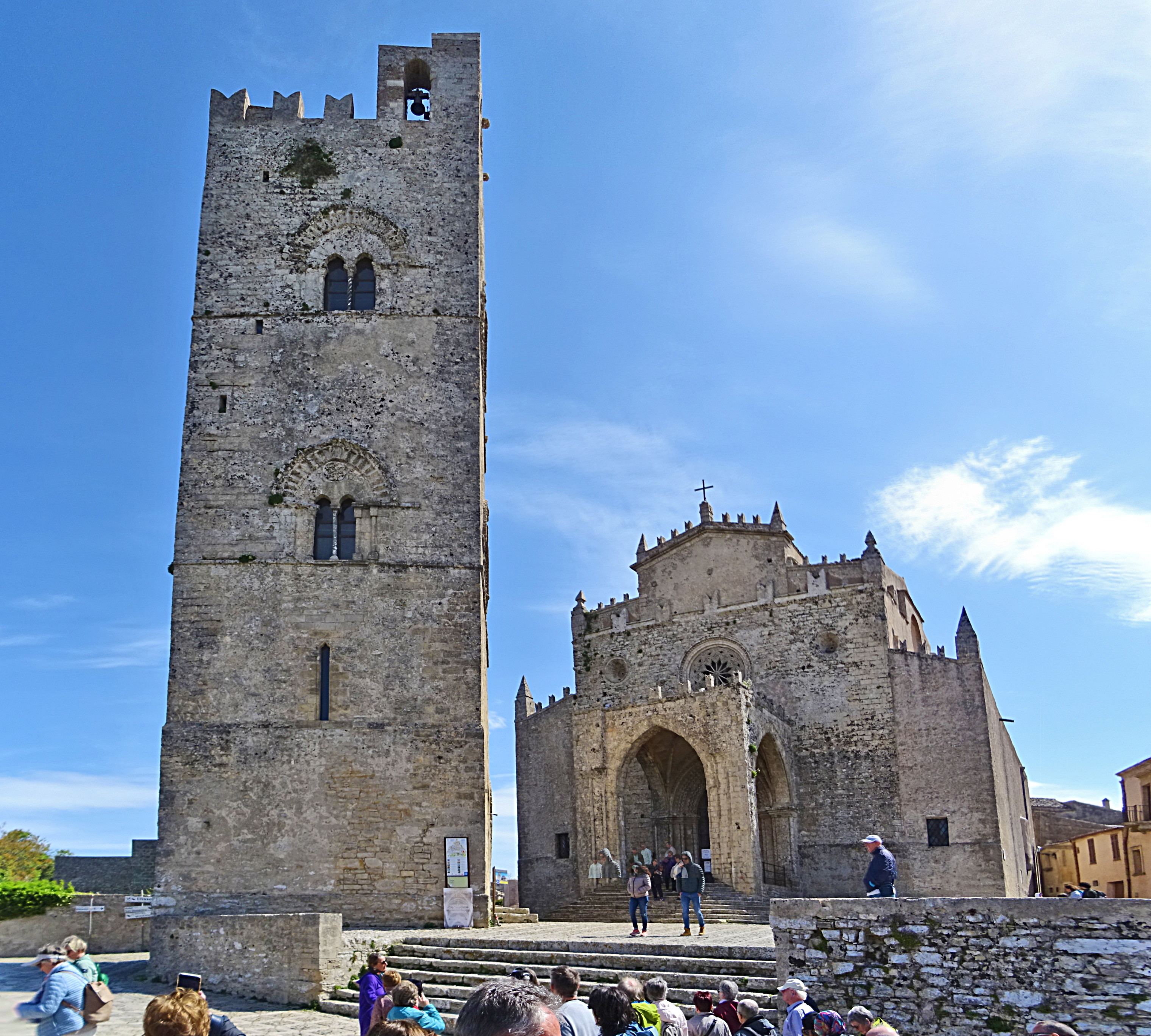
La chiesa madre di Erice

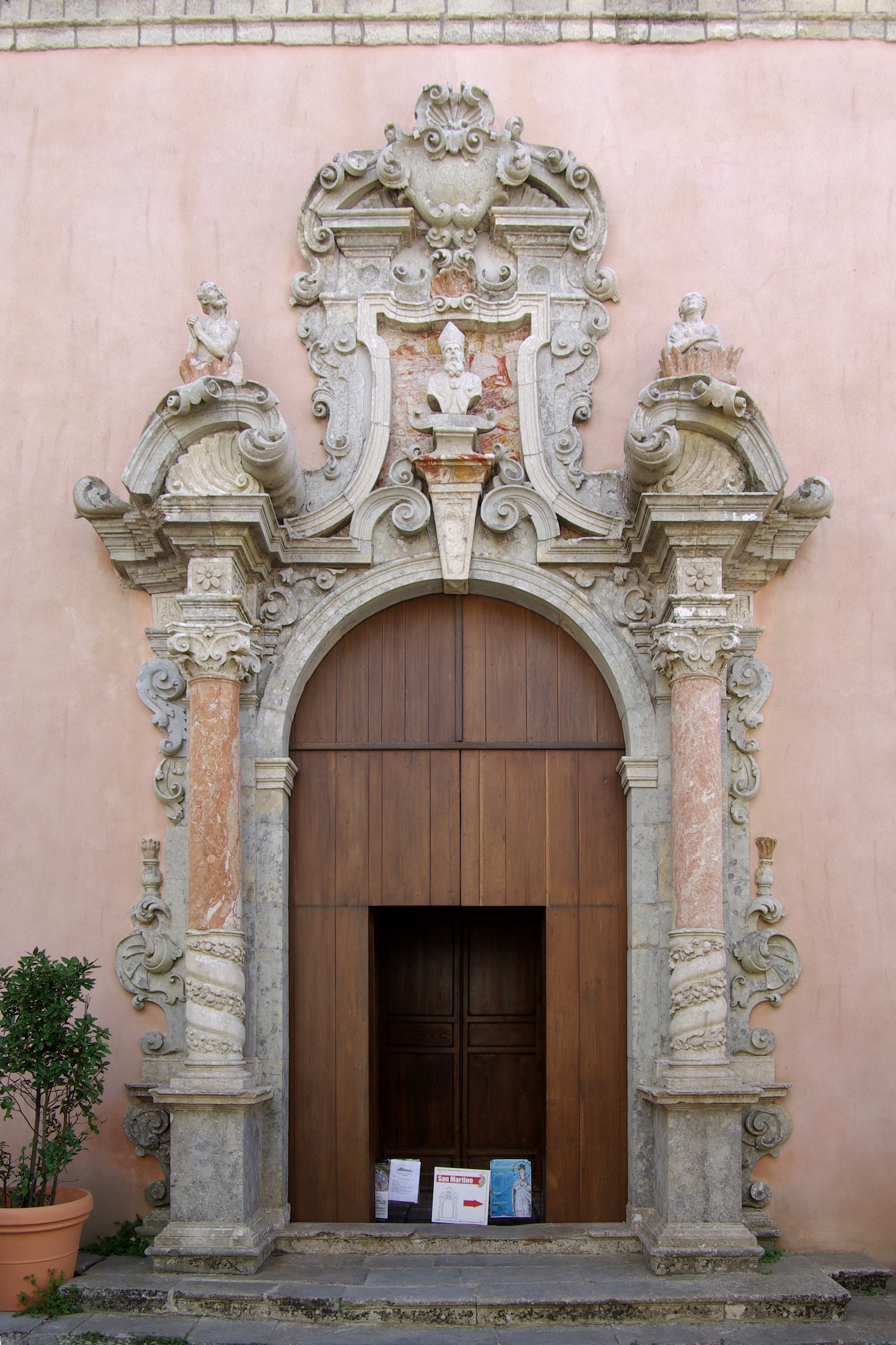
Portale della chiesa di San Martino

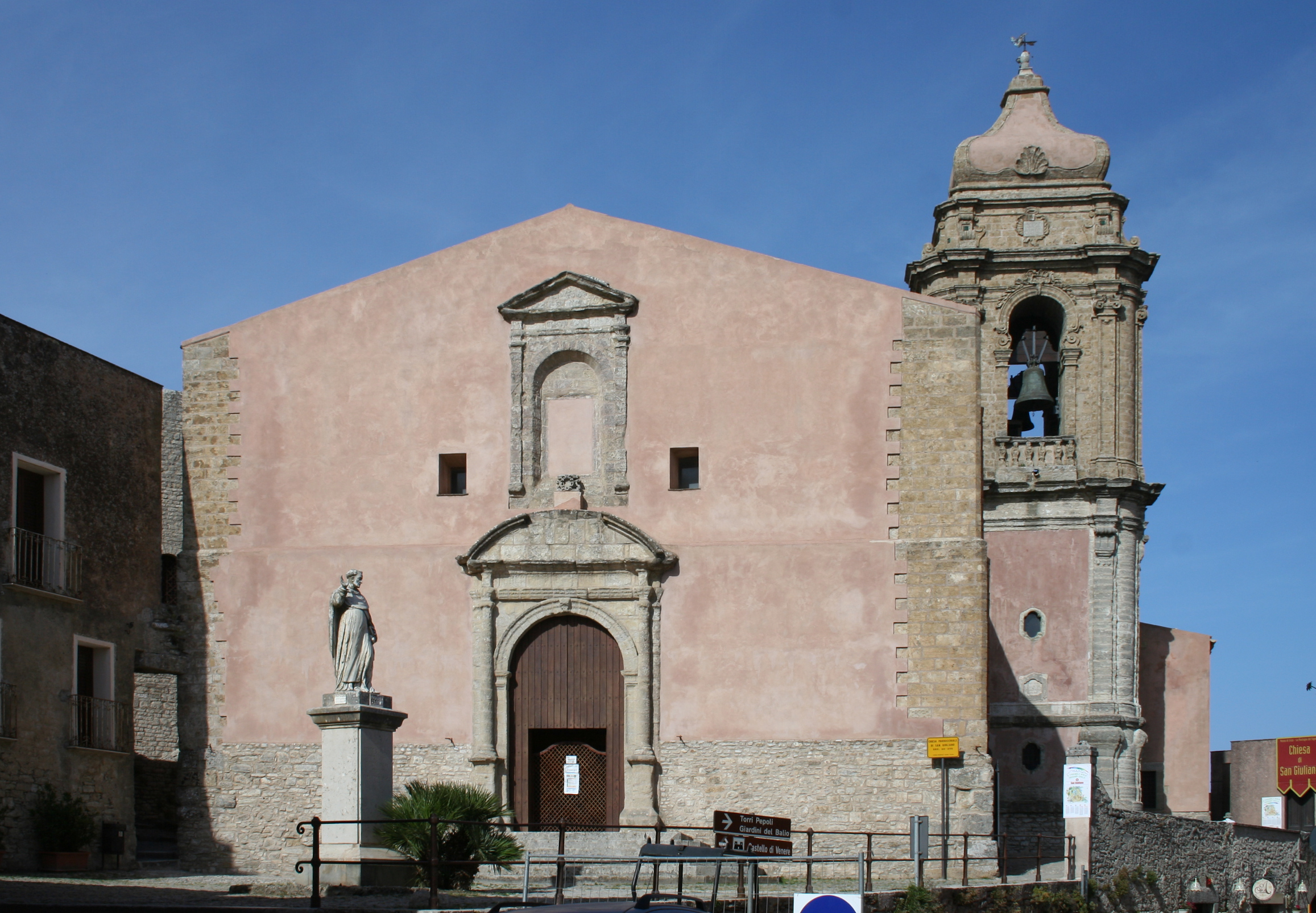
Chiesa di San Giuliano

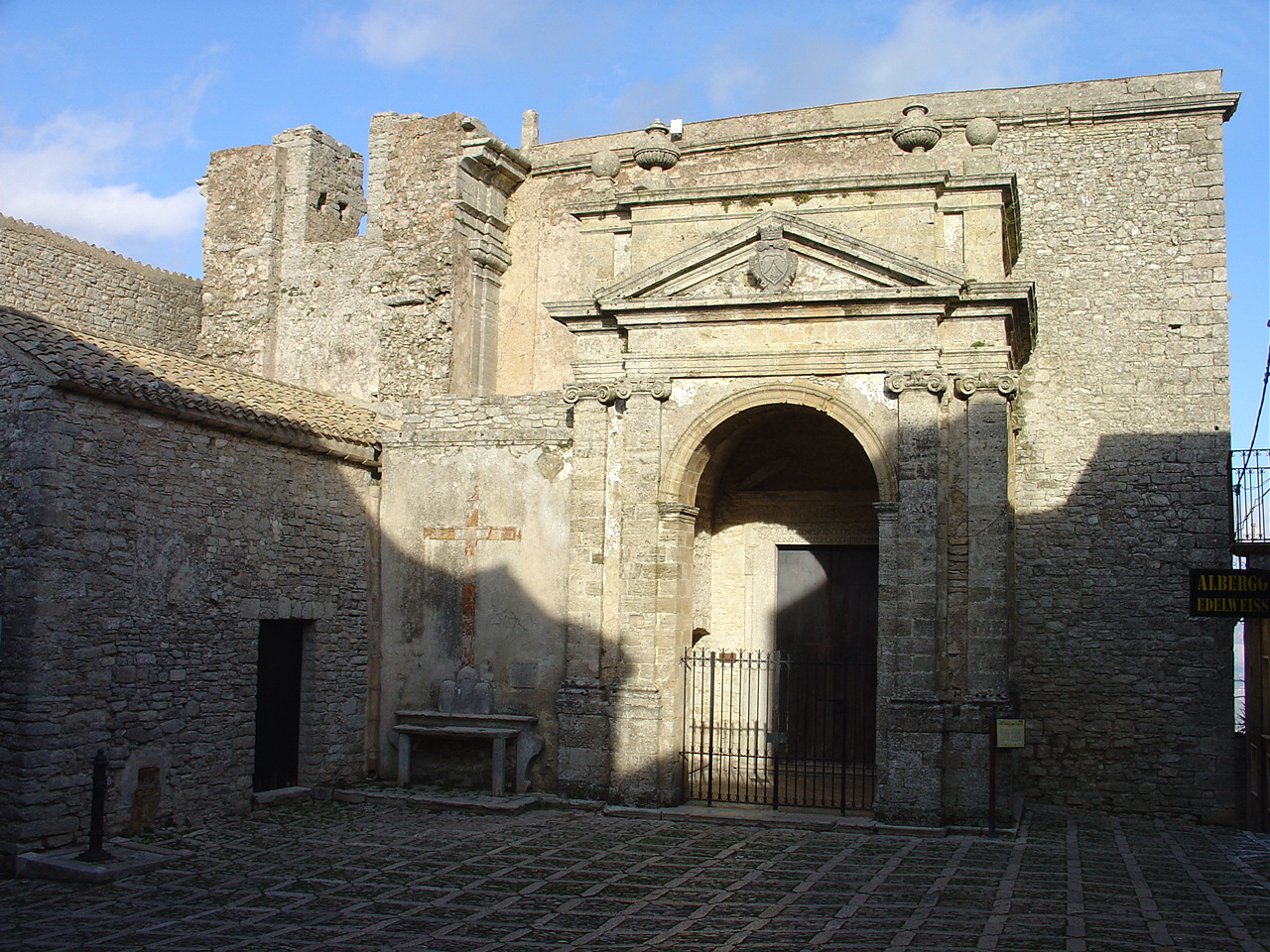
Chiesa e Convento dei frati predicatori di San Domenico

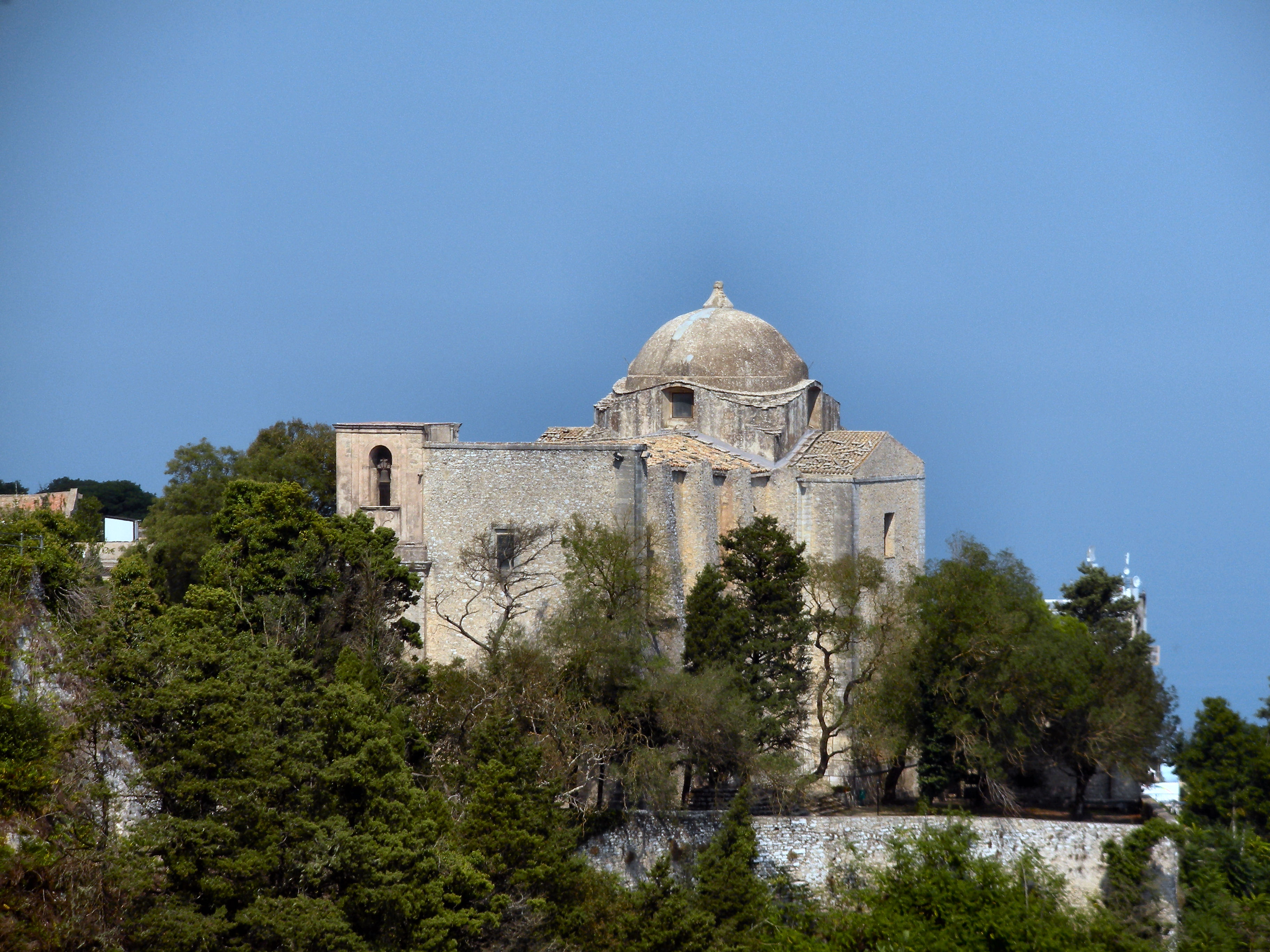
Chiesa di San Giovanni

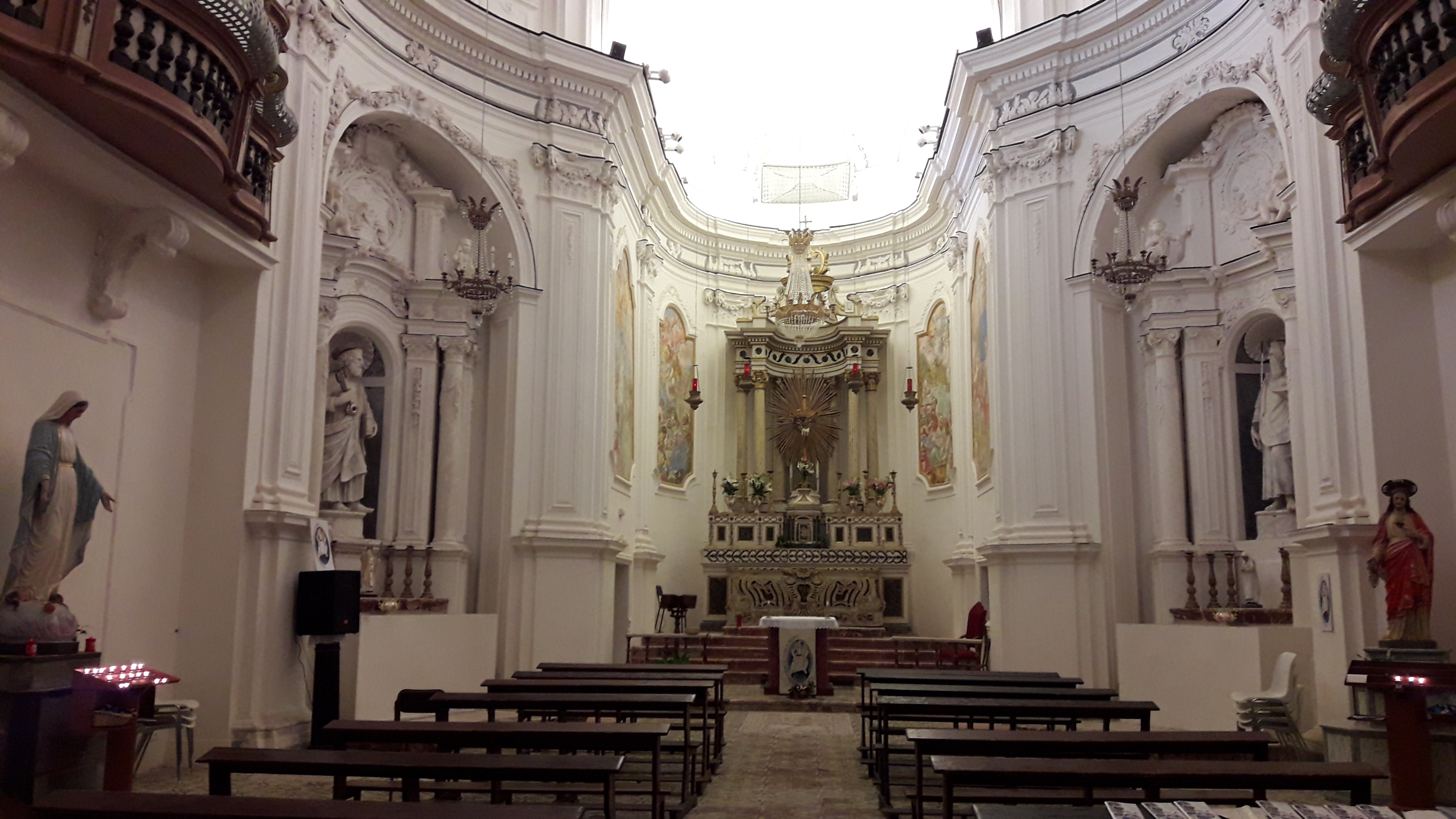
Interno della chiesa di San Pietro

Erice era conosciuta anticamente come "città delle cento chiese" e conventi. 
Oggi molte sono ancora visibili e alcune sono aperte al culto:
- Chiesa Madre di Erice
- Chiesa di San Cataldo
- Chiesa di San Giuliano
- Chiesa di Sant'Antonio Abate
- Chiesa San Giovanni
- Chiesa di San Martino
- Chiesa di Sant'Orsola
- Chiesa e convento di San Francesco d’Assisi
- Chiesa e convento dei frati predicatori di San Domenico
- Chiesa e convento dell’Annunziata o del Carmine[9]
- Chiesa e convento dei padri cappuccini
- Convento di Martogna del terz’ordine di S. Francesco
- Chiesa e monastero del San Salvatore
- Chiesa e monastero di San Pietro
- Chiesa e convento dei frati minimi di San Francesco di Paola (diruto)
- Chiesa e monastero di Santa Teresa
- Chiesa e monastero di San Carlo
- Chiesa e reclusorio dei santissimi Rocco e Sebastiano
- Convento dei padri del terz’ordine di San Francesco
- Chiesa di Sant'Alberto dei Bianchi
- Chiesa di Santa Caterina Vergine e Martire
- Chiesa di Sant'Antonio di Padova
- Chiesetta dello Spirito Santo
- Chiesetta di San Niccolò di Bari
- Chiesetta di Santa Chiara
- Chiesetta dei santissimi apostoli Filippo e Giacomo maggiore (poi detta di San Crispino)
- Chiesetta di Santa Margherita Vergine e Martire
- Chiesetta di Santa Maria della Raccomandata o della Neve
- Chiesetta della Nostra Signora di Custonaci
- Chiesa del Santo Sacramento
- Chiesa di San Filippo Apostolo
- Chiesa di Sant'Isidoro Agricola
- Chiesetta di Sant'Agnese Vergine e Martire
- Casa Santa o di Sales
- Chiesetta di San Raffaele Arcangelo
- Oratorio di Sant'Alberto
- Chiesa della Nostra Signora della Grazia
- Chiesa di Sant'Oliva (oggi di Santa Croce)
- Santuario di Sant'Anna
- Chiesetta di Sant'Elia
- Chiesetta della Nostra Signora della Pietà
- Chiesa di Santa Maria Maddalena
- Chiesetta di Santo Ippolito Martire
- Chiesetta di San Matteo Apostolo ed Evangelista
- Chiesa di San Cristoforo Martire
- Chiesetta suburbana di S. Bartolomeo Apostolo
- Chiesa di San Luca Evangelista
- Chiesetta di San Niccolò
- Chiesa di Santa Maria della Scala
- Chiesa della Nostra Signora della Grazia
- Chiesetta di Santa Maria Maggiore
- Chiesetta dei santi martiri Cosma e Damiano
- Chiesa di San Cristoforo Martire

## Tradizioni e folclore
- Processione dei Misteri di Erice, si svolge il Venerdì Santo, con vare dell'800, condotte a spalla

Artigianato artistico
- ceramica
- tappeti

Dolci tipici

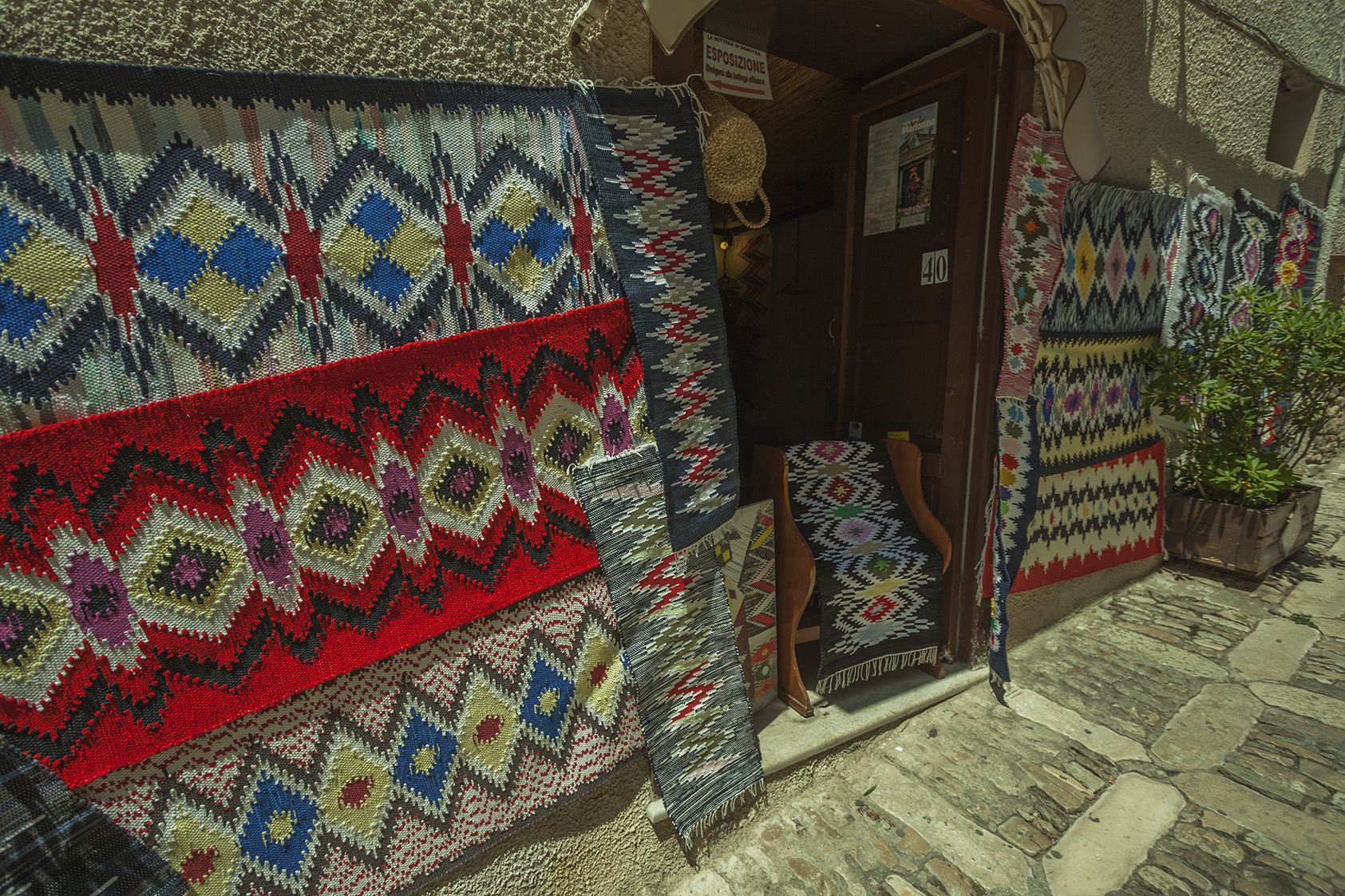
tappeti tradizionali ericini

- bocconcini di Erice, dolcini di pasta reale con l'anima di marmellata di cedro al liquore
- genovese alla crema, dolce di pasta frolla con zucchero a velo sulla parte superiore
- mustaccioli, antichi biscotti fatti in un ex convento di clausura

## Collegamenti
Stradali
- strada statale Trapani-Erice
- strada provinciale Valderice-Erice

Funiviari
Dal luglio 2005 la vetta del monte è tornata a essere collegata con la valle da una cabinovia ad agganciamento automatico, lungo un tracciato che riprende il percorso della vecchia funivia, inaugurata nel 1956 e inattiva dalla fine degli anni '70. La stazione di partenza si trova a Casa Santa.
Grazie al nuovo impianto, il viaggio dura circa 10 minuti alla velocità di 5 m/s, su 47 cabine da 8 posti (4 di queste attrezzate per accogliere disabili) che offrono una suggestiva panoramica di un'ampia porzione della provincia di Trapani con le isole Egadi.

## Economia

### Artigianato
Tra le attività più tradizionali vi sono quelle artigianali, che si distinguono per le lavorazioni del ferro e del legno, oltreché per l'arte della ceramica e per quella tessile, quest'ultima finalizzata alla realizzazione di tappeti e di borse.

## Aree naturali
Il Monte Erice è una grande area naturale con boschi, in particolare l'area di Martogna, il bosco demaniale di Sant'Anna e contrada Porta Spada.
Il Corpo forestale della Regione siciliana gestisce il Museo Agro-forestale San Matteo, un antico baglio rurale all'interno del demanio forestale ericino, a 4 km dalla vetta. La periodica e ormai annuale pratica criminale degli incendi dolosi ha devastato la montagna e i dintorni del paese, che fino a vent'anni erano completamente immersi nei boschi.

## Società

### Evoluzione demografica
Abitanti censiti

### Etnie e minoranze straniere
Al 31 dicembre 2022 la popolazione straniera era di 429 persone, pari all'1,725 della popolazione.

## Cultura

### Arte

#### Cinema
- Nel 2016 la città di Erice è stata location del film In guerra per amore, firmato dalla regia di Pif, vincitore del David giovani (su sette candidature totali ai David di Donatello)
- Nel 2007 ad Erice si sono svolte le riprese della miniserie televisiva diretta da Umberto Marino, La baronessa di Carini, remake della miniserie televisiva L'amaro caso della baronessa di Carini del 1975[15]
- Parte del film Aquaman è ambientato nel 2018 a Erice, ricostruita poi sulla Gold Coast in Australia[16].
- Nel 2021 sono state girate alcune scene di Màkari, miniserie TV

## Amministrazione

Il gonfalone comunale

Di seguito è presentata una tabella relativa alle amministrazioni che si sono succedute in questo comune.
| Periodo           | Periodo          | Primo cittadino    | Partito                      | Carica              | Note   |
| ----------------- | ---------------- | ------------------ | ---------------------------- | ------------------- | ------ |
| 18 febbraio 1989  | 27 ottobre 1989  | Salvatore La Porta | Democrazia Cristiana         | Sindaco             | [ 17 ] |
| 7 novembre 1989   | 26 giugno 1990   | Vito Poma          | Democrazia Cristiana         | Sindaco             | [ 17 ] |
| 26 giugno 1990    | 23 luglio 1992   | Salvatore Stinco   | Democrazia Cristiana         | Sindaco             | [ 17 ] |
| 23 luglio 1992    | 7 dicembre 1993  | Giovanni Morici    | Partito Socialista Italiano  | Sindaco             | [ 17 ] |
| 29 giugno 1994    | 3 agosto 2001    | Mario Poma         | Centro Cristiano Democratico | Sindaco             | [ 17 ] |
| 12 settembre 2001 | 26 novembre 2001 | Emanuele Vanni     |                              | Comm. straordinario | [ 17 ] |
| 26 novembre 2001  | 29 maggio 2007   | Ignazio Sanges     | centro-destra                | Sindaco             | [ 17 ] |
| 29 maggio 2007    | 12 giugno 2017   | Giacomo Tranchida  | centro-sinistra              | Sindaco             | [ 17 ] |
| 14 giugno 2017    | in carica        | Daniela Toscano    | Partito Democratico          | Sindaca             | [ 17 ] |

## Sport
Dal 1954 si svolge la Cronoscalata Monte Erice, corsa automobilistica in salita valida per il Campionato Italiano Velocità Montagna (CIVM).
La locale squadra di pallamano femminile, la Handball Erice, milita nel campionato di Serie A1.
Tra il 1989 e il 1993 la Kaimani Erice, squadra di football americano maschile, disputò campionati di Serie A2 e B.

## Galleria d'immagini

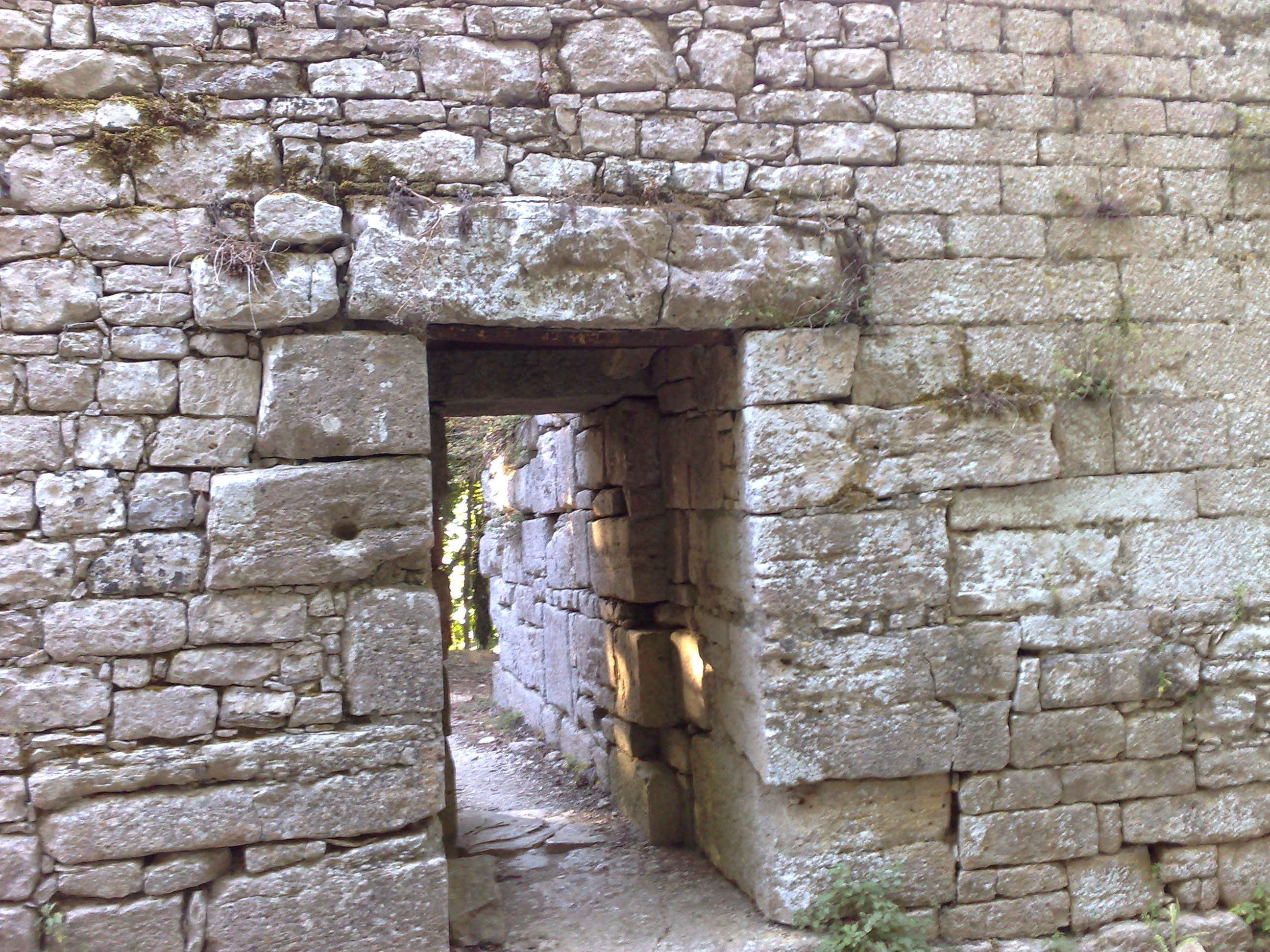
Le mura ciclopiche (VII secolo a. C.)
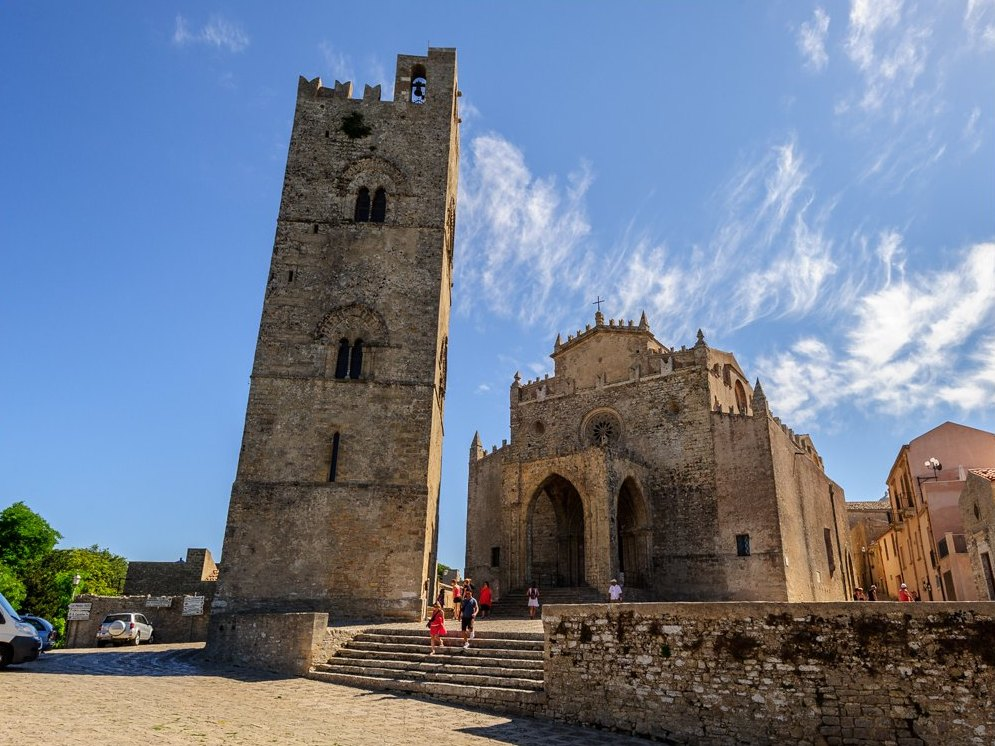
La chiesa madre di Erice
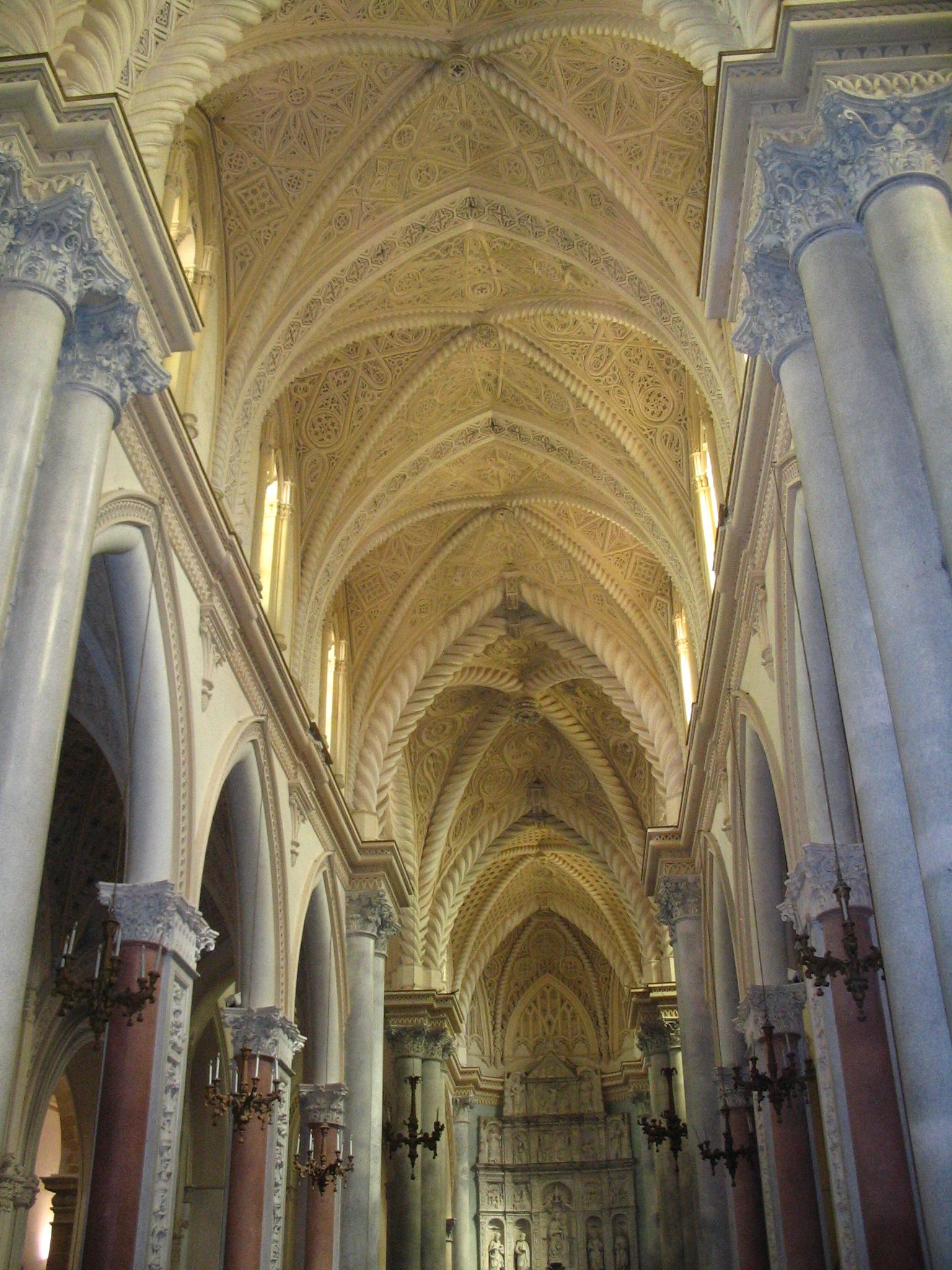
Interno della chiesa madre
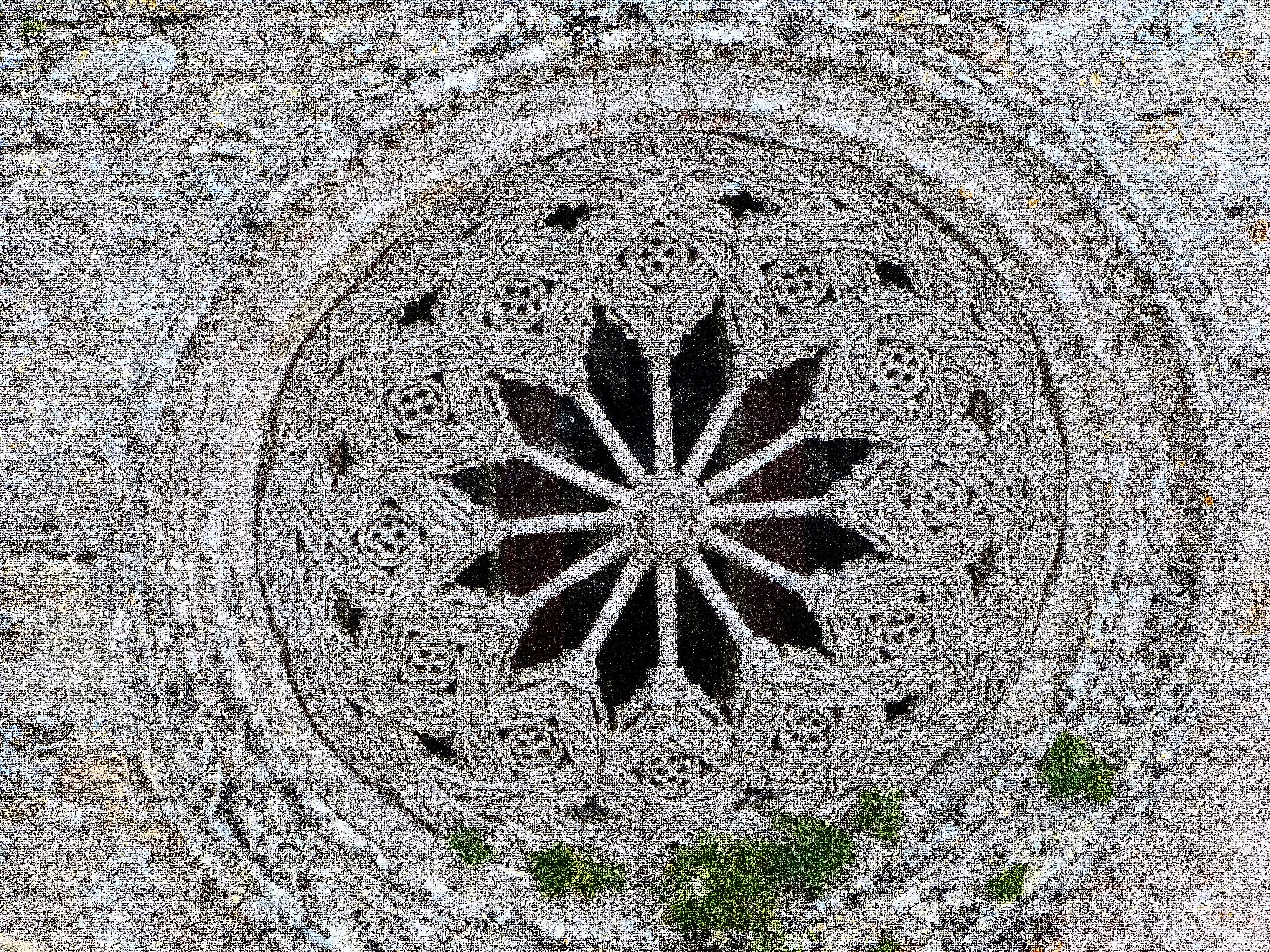
Rosone gotico della chiesa madre
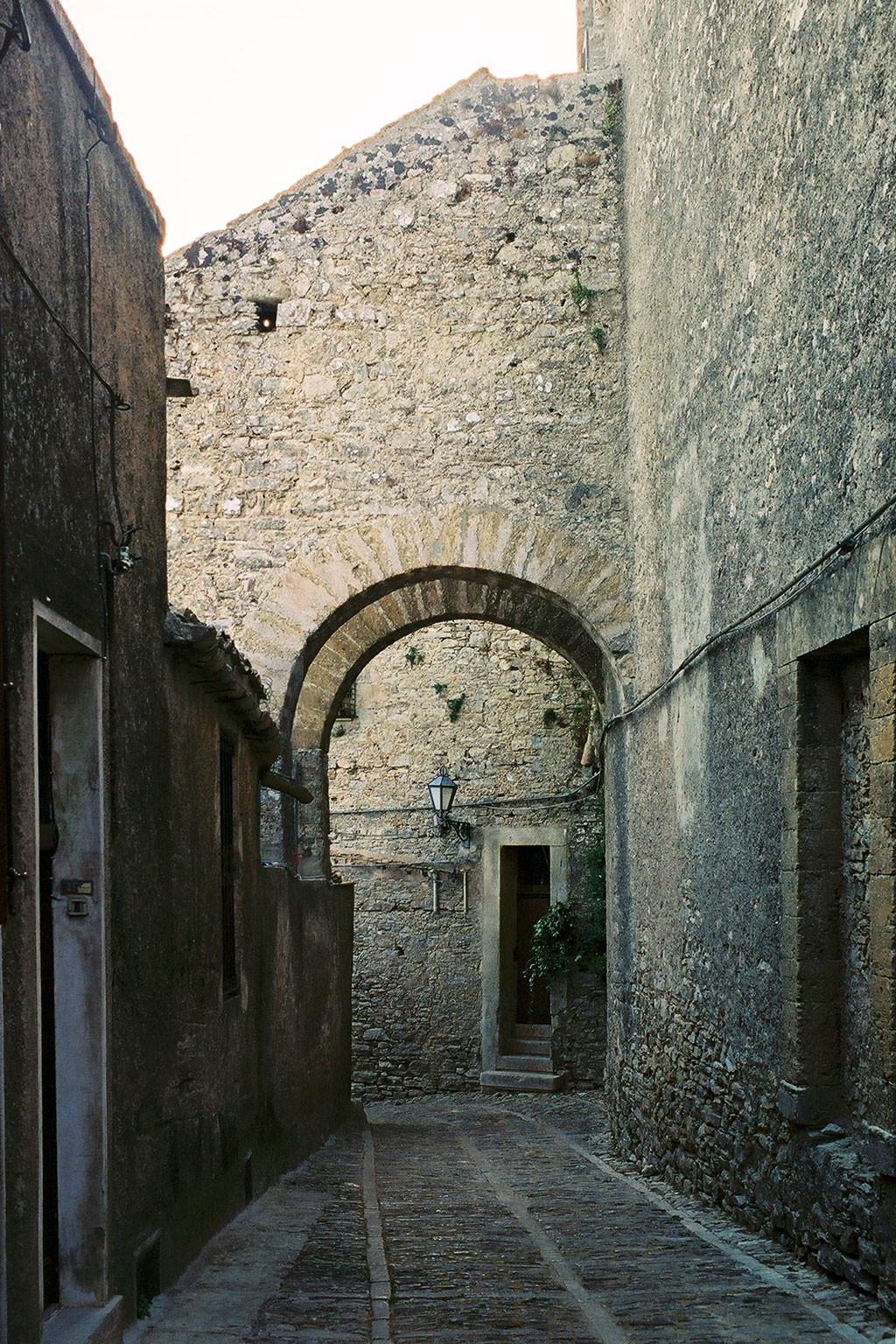
Via San Carlo
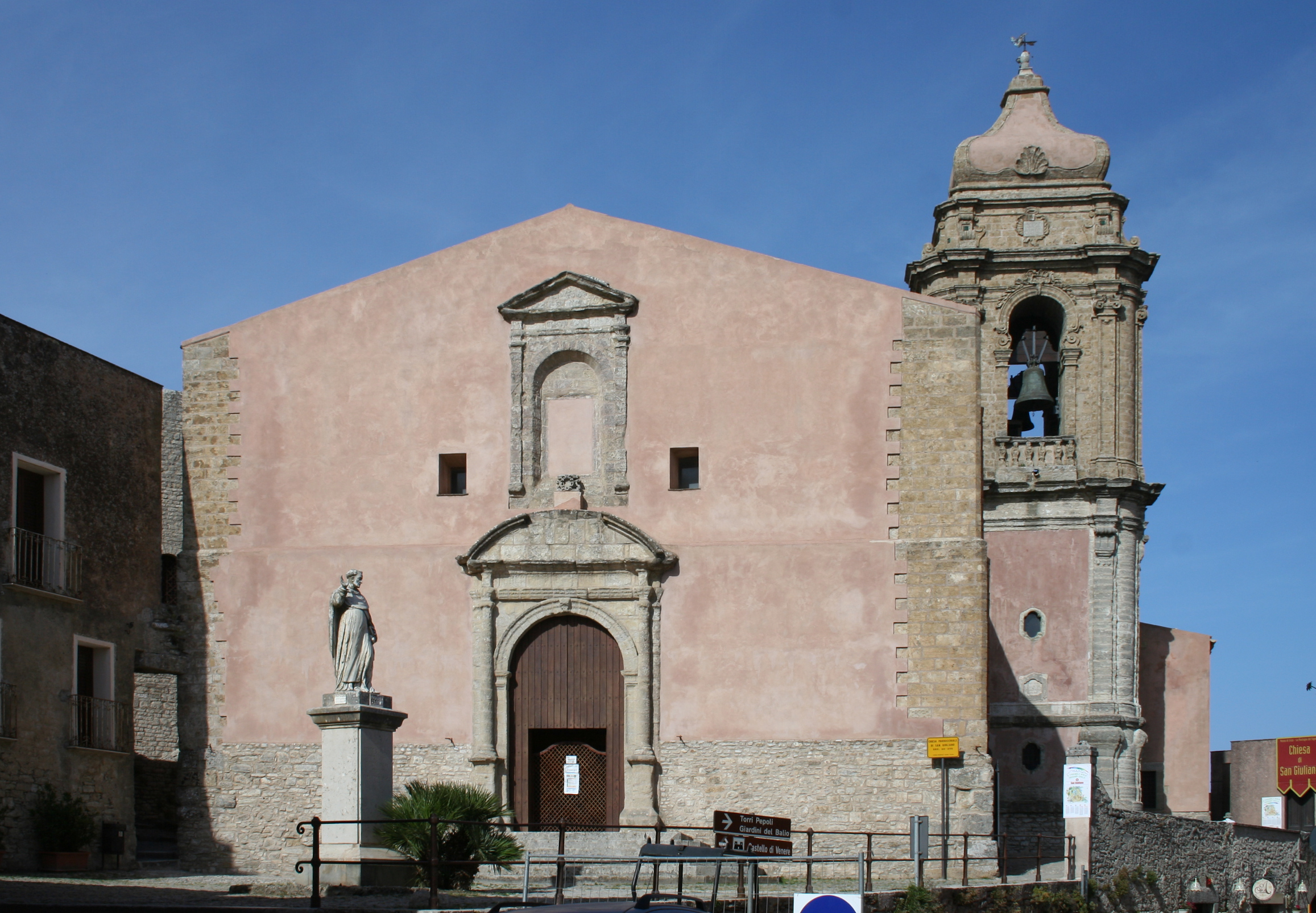
Chiesa di San Giuliano
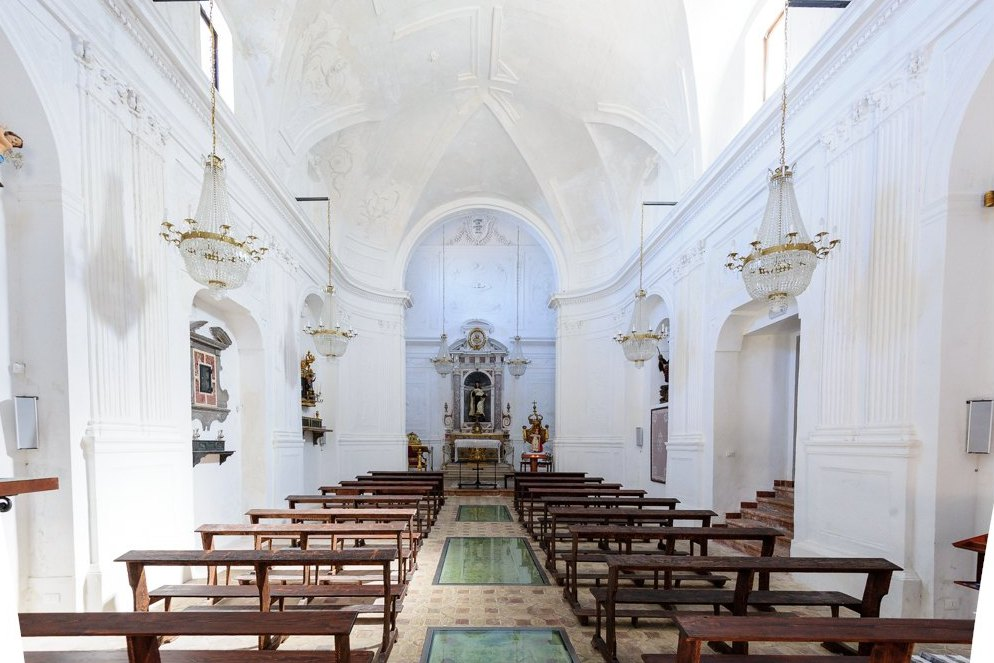
Interno della chiesa di Sant'Alberto dei Bianchi
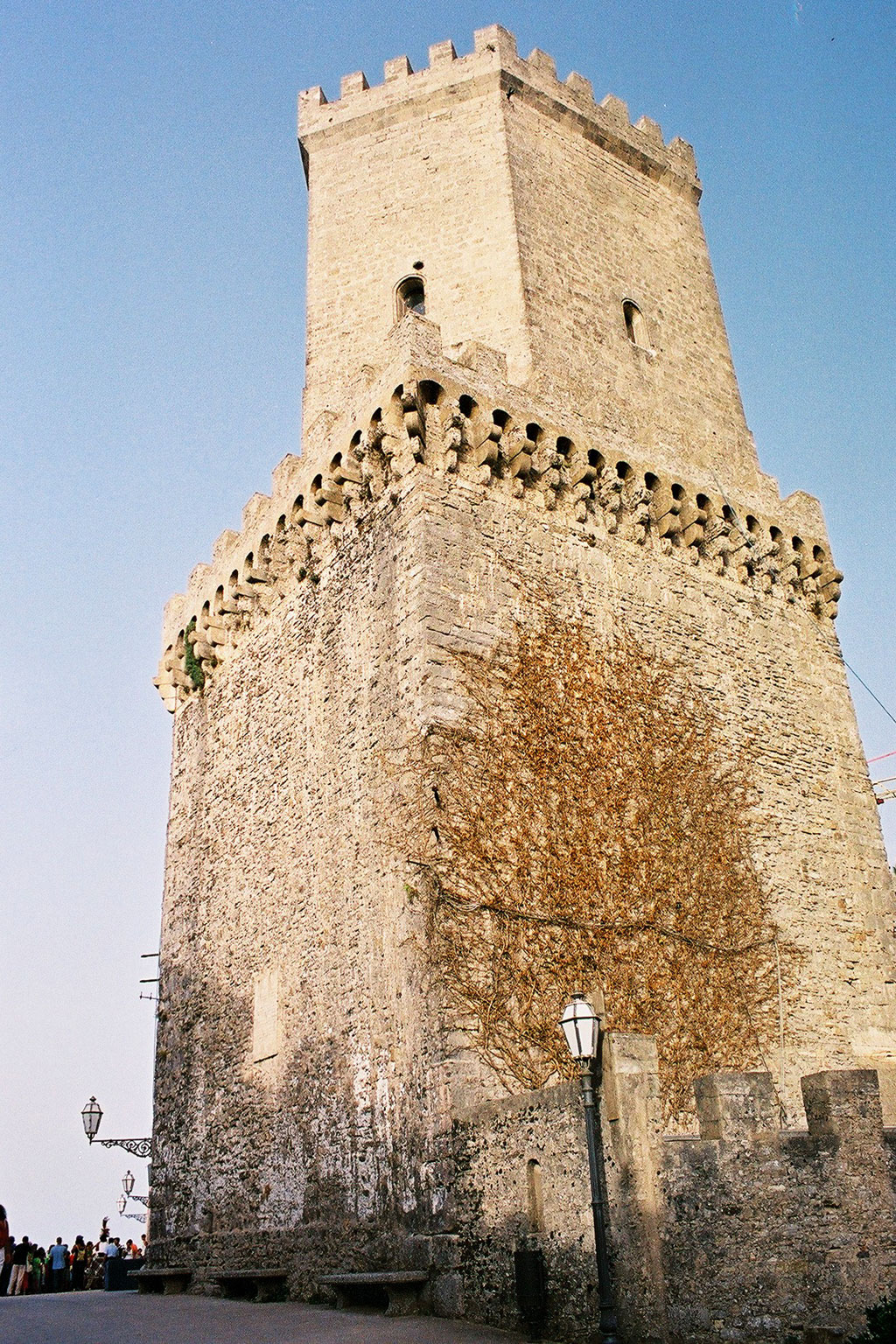
Torre del castello del Balio
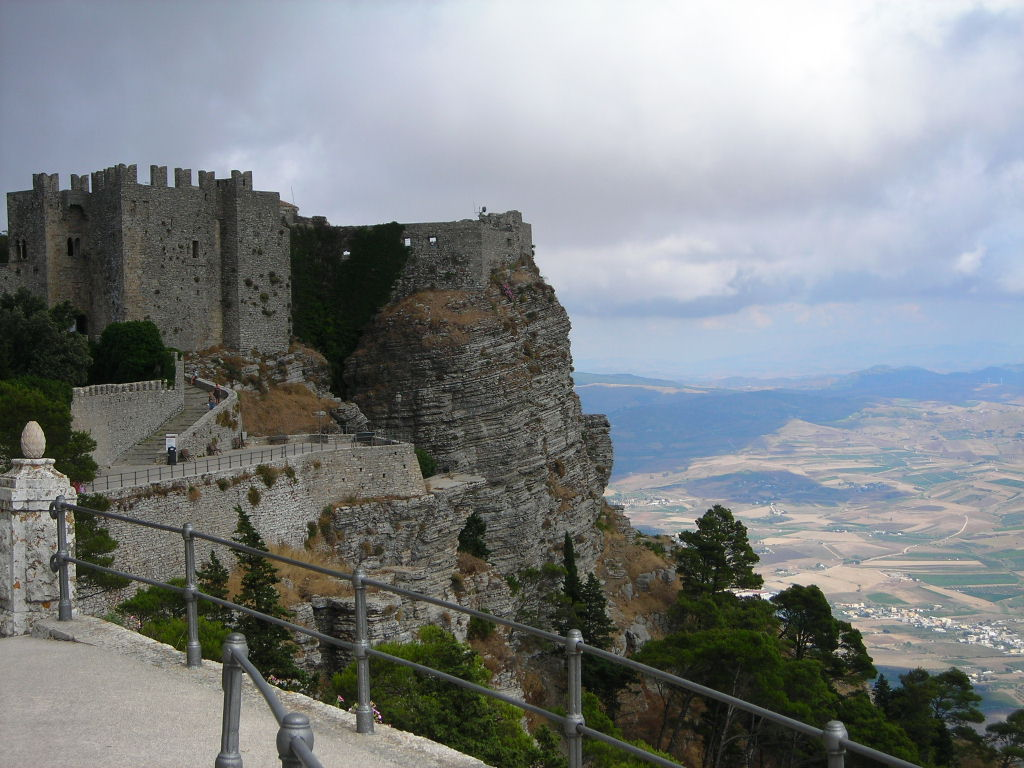
La rocca e il castello di Venere
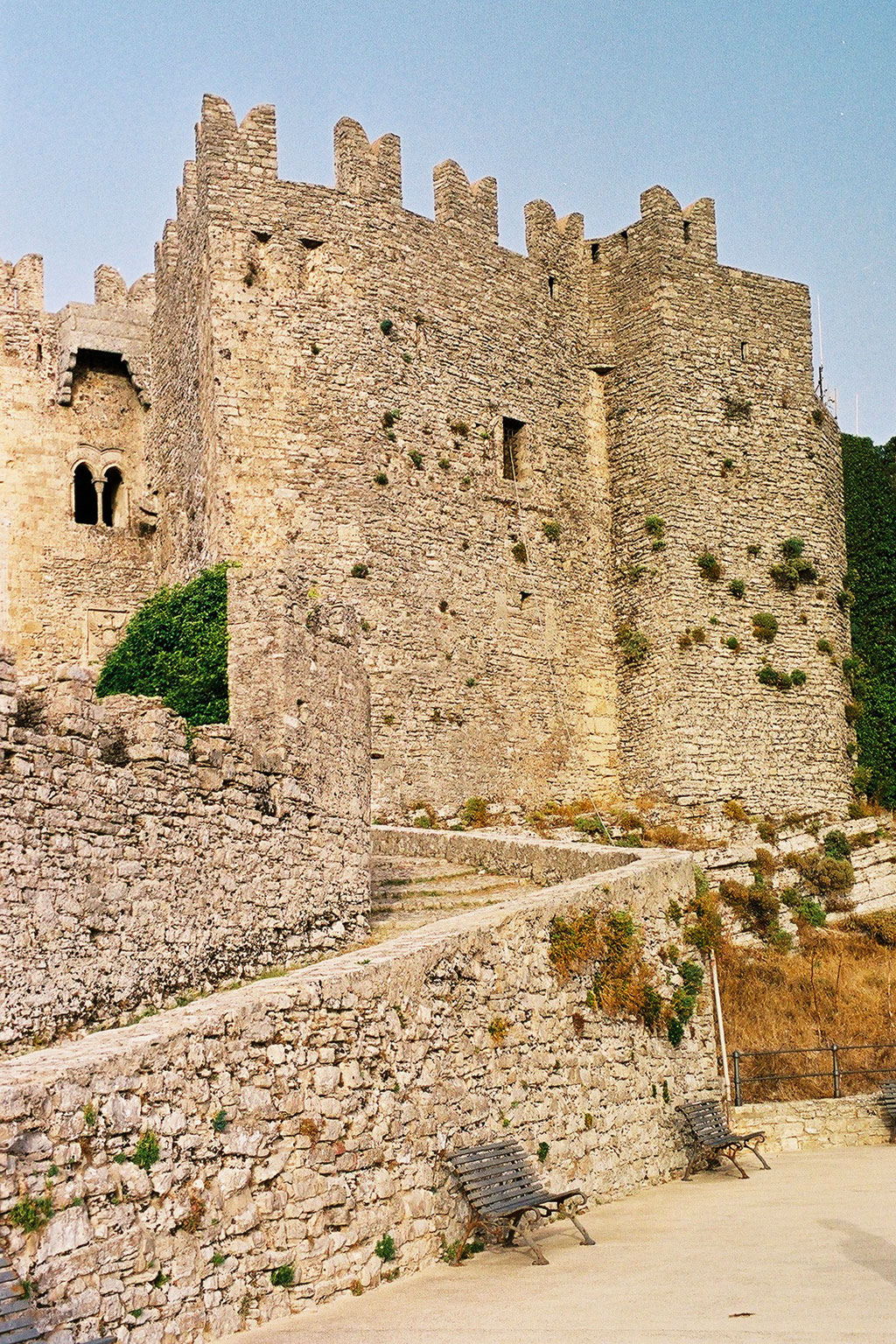
Particolare del castello di Venere
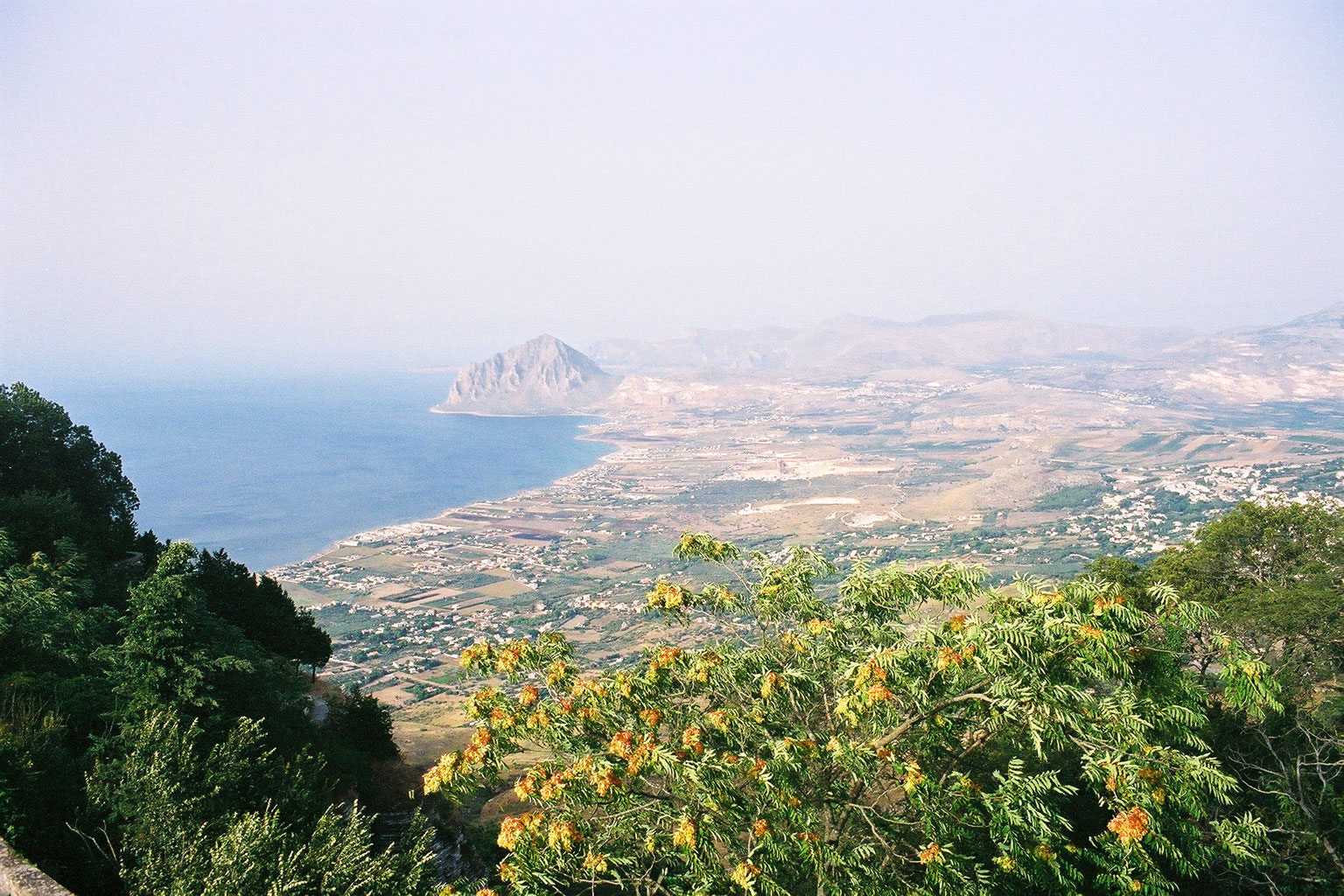
Vista su monte Cofano
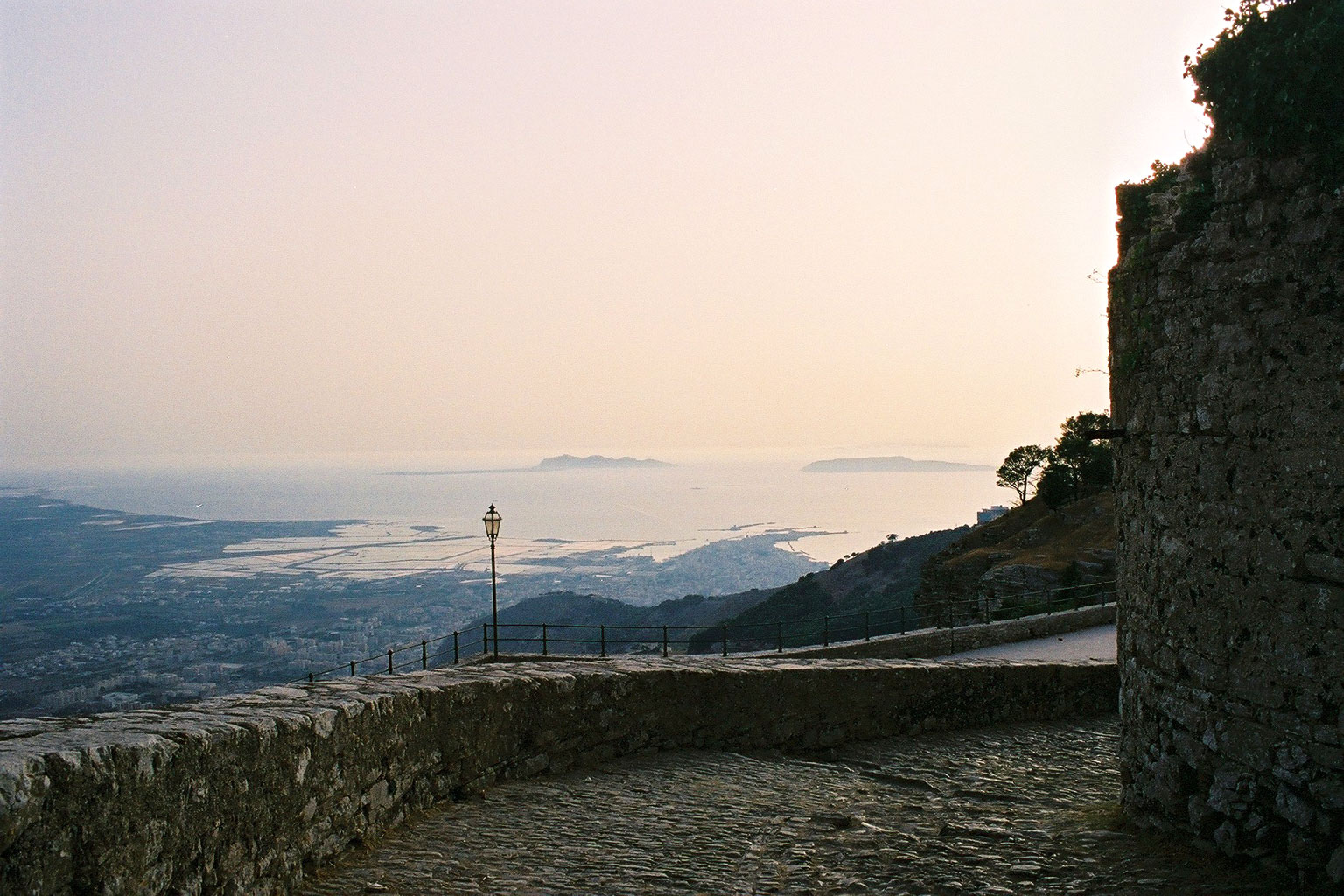
Trapani vista dal castello
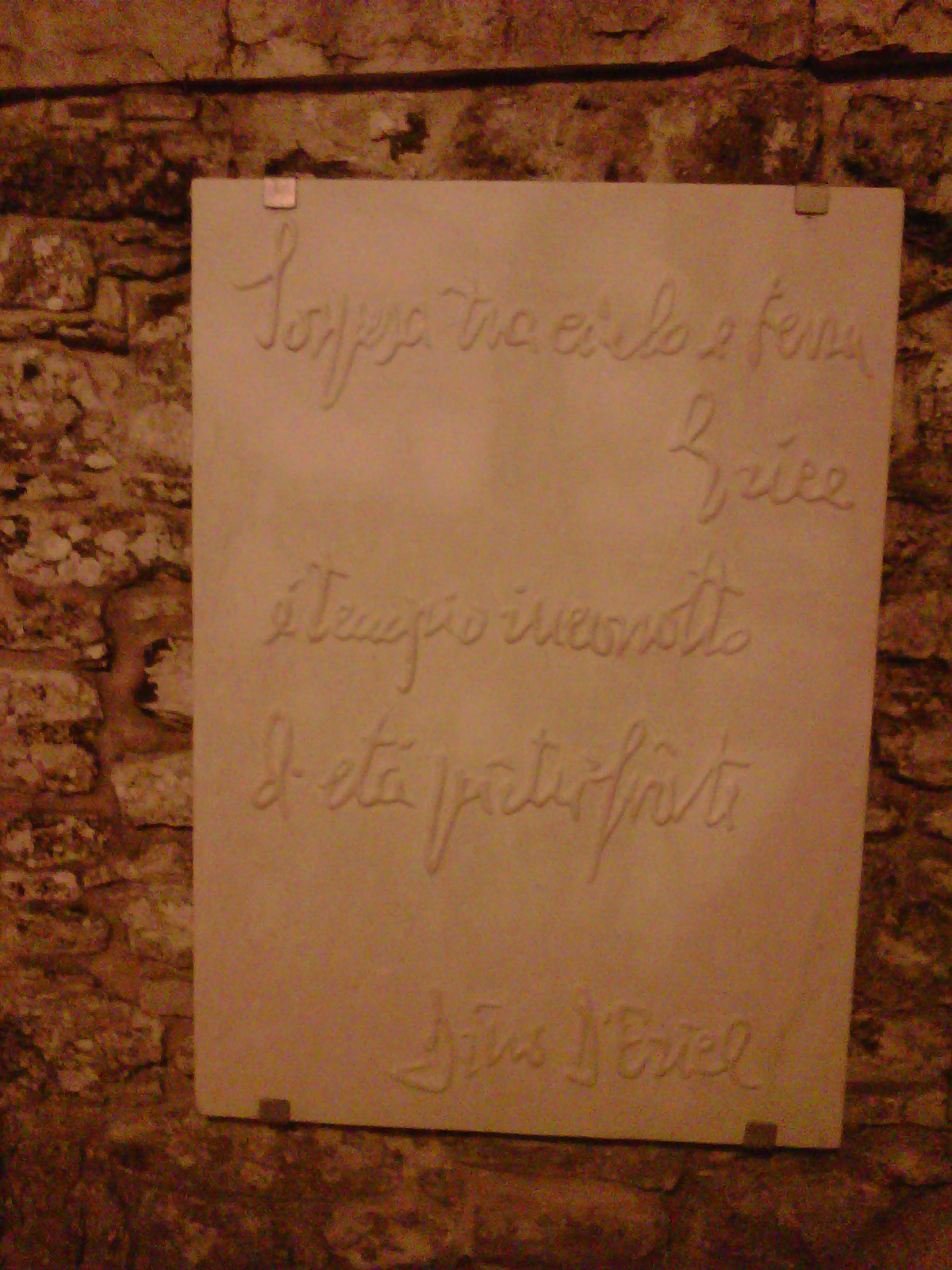
"Omaggio a Erice" di Dino d'Erice nei giardini del Balio
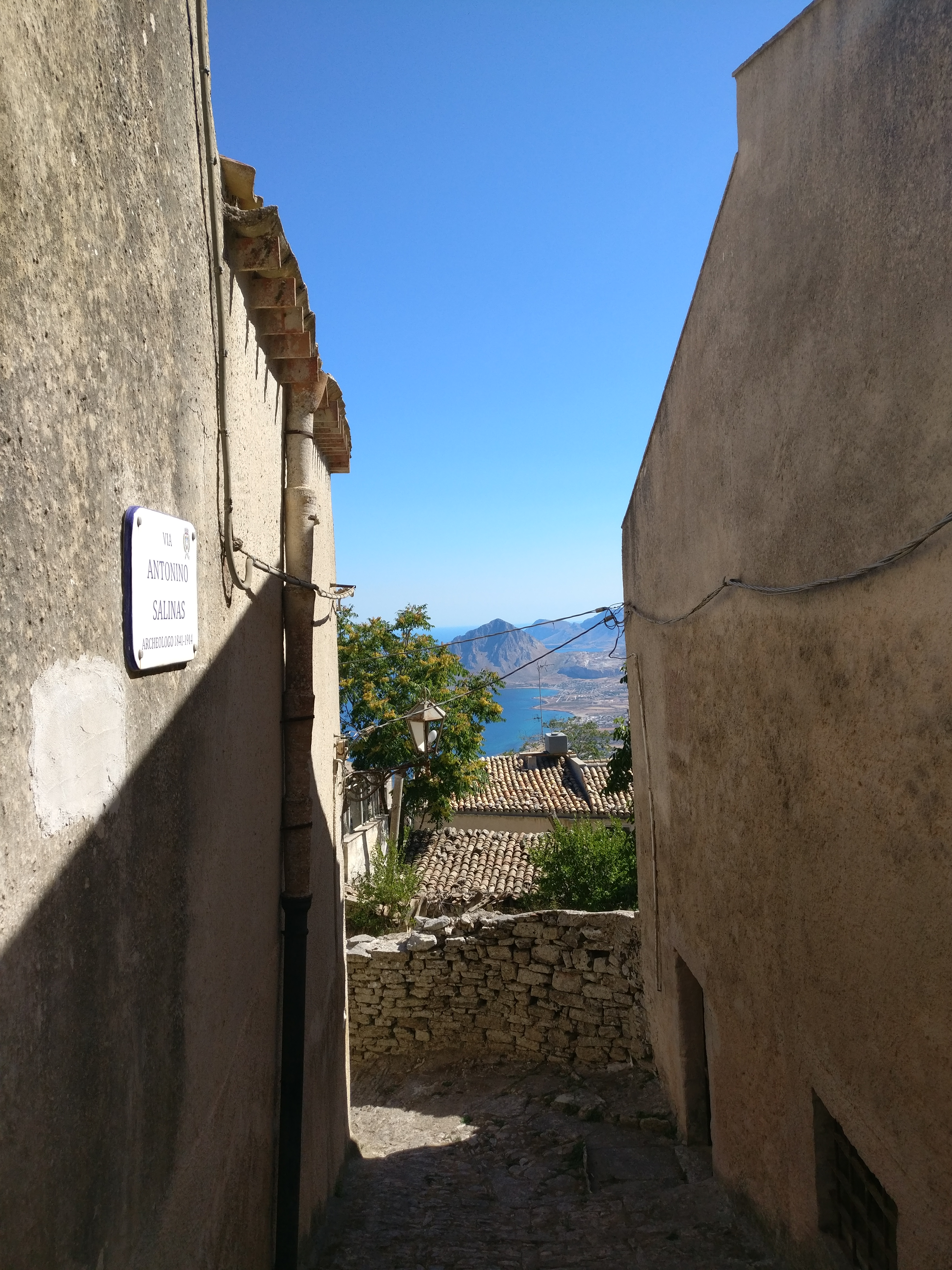
Un vicolo di Erice con vista sul monte Cofano